# Rio subterrâneo

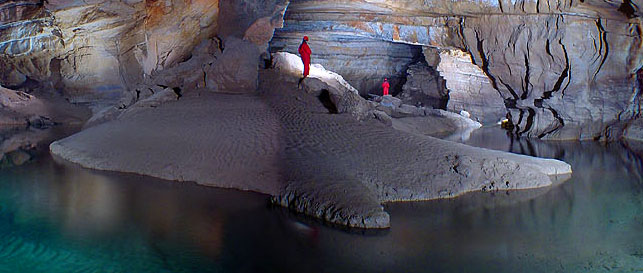
Ilha em rio subterrâneo na Eslovênia.

Um rio subterrâneo é um rio que flui sob a superfície do solo. Estes rios podem ser ou inteiramente naturais ou o resultado da implantação deliberada de galerias que canalizam o curso d'água da superfície para o subsolo, geralmente como parte do desenvolvimento urbano.
Reverter este processo é conhecido em inglês por daylighting. Um exemplo bem-sucedido é o rio Cheonggye no centro de Seul.

## Rios subterrâneos no mundo

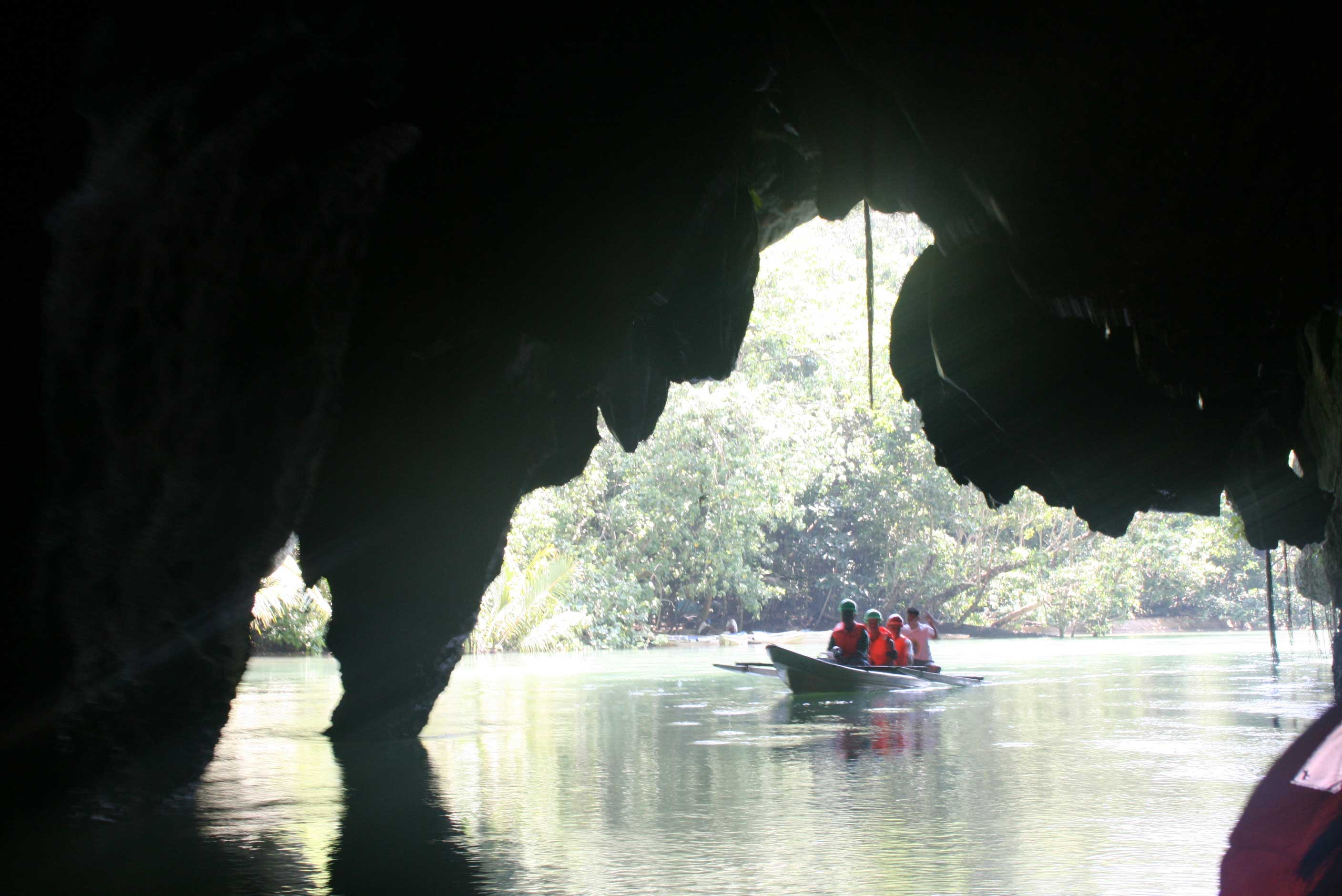
Entrada de um rio subterrâneo em Palawan, Filipinas.

Alguns exemplos de rios subterrâneos:
- O rio Fleet em Londres
- O rio Senne sob Bruxelas
- O Dommel sob 's-Hertogenbosch nos Países Baixos
- O intermitente rio Mojave na Califórnia setentrional
- Rio Santa Fé no no Parque Nacional do rio subterrâneo de Puerto Princesa na ilha de Palawan, Filipinas
- O rio Son Trach no Vietnã
- O rio Hamza no estado brasileiro do Amazonas, recentemente descoberto, corre à 4.000 metros sob o Rio Amazonas, tem extensão de 6000 km e largura variando entre 200 e 400 km.
- O sistema Sac Actun (batizado com o nome maia do maior dos dois braços), resultado de uma conexão entre dois outros rios que antes se imaginava não estar interligados. Descoberto pelos mergulhadores Robbie Schmittner e Steve Boagarts em janeiro de 2007, possui um comprimento total de 153,6 km e uma profundidade máxima de 72 metros sob a Península de Yucatán.[2]
- A maior caverna do mundo (Sơn Đoòng, no Vietname) também tem um rio subterrâneo.

Outro exemplo notável é a parte subterrânea do rio Nilo.